# Erlenbach
Erlenbach je obec v kantonu Curych ve Švýcarsku. Žije zde přibližně 5 600 obyvatel.

## Geografie
Území obce se rozkládá od Curyšského jezera po svah masivu Schönbüel. Obec má rozlohu 288 hektarů, z čehož 43,1 % tvoří zastavěné území, 24,2 % zemědělská půda, 22,6 % lesy, 9,7 % dopravní infrastruktura a 1,1 % vodní plochy.
Sousedními obcemi Erlenbachu jsou Küsnacht na severu a Herrliberg na jihu.

## Historie

Letecký pohled (1919)

Dendrochronologické výzkumy prováděné po potápěčských průzkumech v letech 1966–1998 a archeologické vykopávky v letech 1977–1978 v lokalitě Erlenbach-Winkel prokázaly osídlení z období pfynské kultury (2766 př. n. l.) a šňůrové keramiky v prehistorickém jezerním sídlišti v Erlenbachu. Tyto nálezy umožnily částečnou rekonstrukci neolitického sídliště na břehu jezera v lokalitě Winkel.
Při výměně majetku mezi hrabětem z Lenzburgu a klášterem Einsiedeln byl „Erlibach“ podle historika a politika Aegidia Tschudiho poprvé písemně zmíněn v roce 981.
V souvislosti se Starou curyšskou válkou došlo i v Erlenbachu k bojům: v roce 1444 proběhla první bitva u Erlenbachu, v roce 1445 následovala druhá bitva u Erlenbachu.

## Obyvatelstvo
| Rok            | 1400 | 1764 | 1850 | 1900 | 1910 | 1950 | 1970 | 1990 | 2000 | 2010 |
| Počet obyvatel | 200  | 683  | 978  | 1207 | 1510 | 3448 | 4523 | 4377 | 4609 | 5247 |

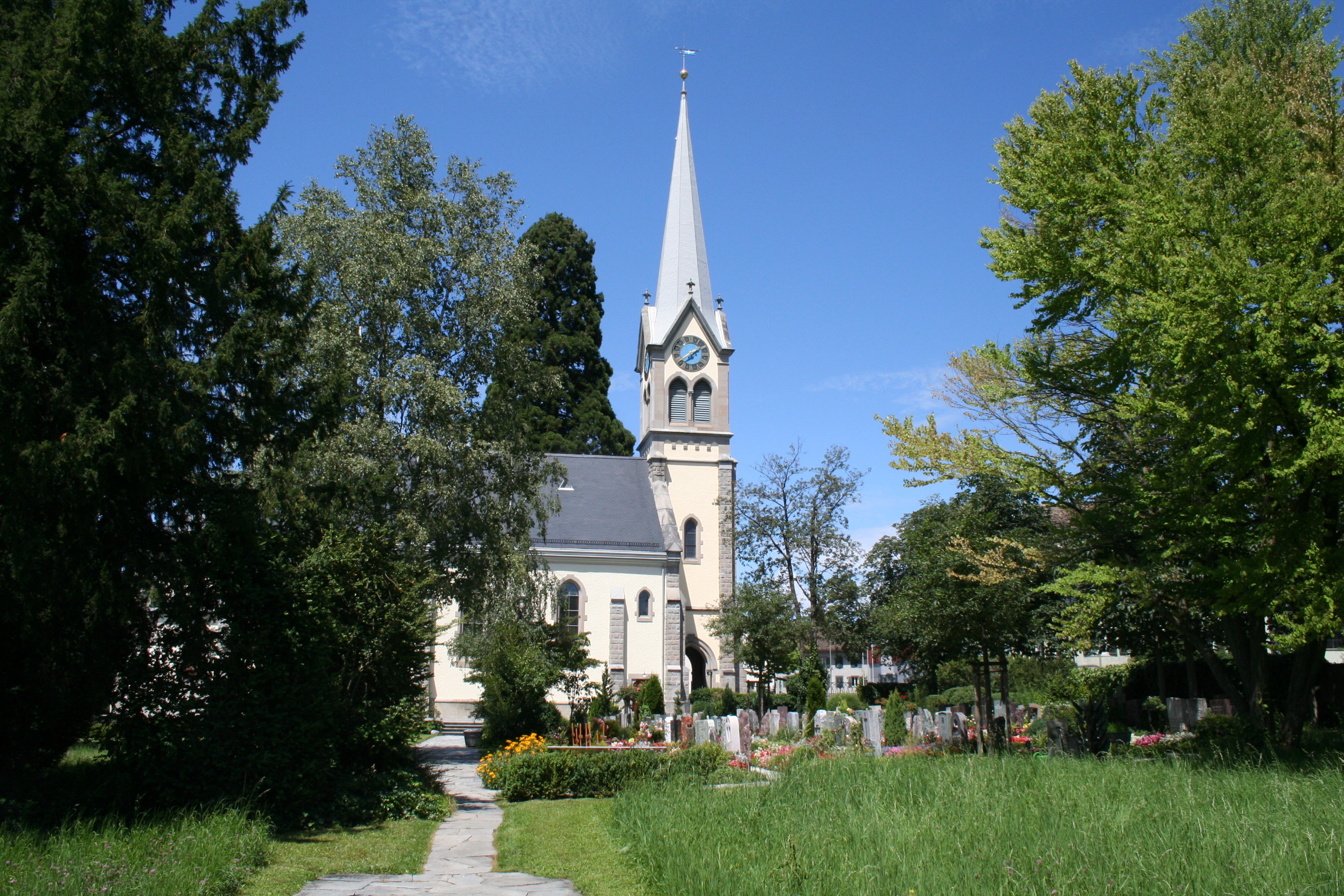
Reformovaný kostel v Erlenbachu

Úředním jazykem obce je němčina. Místní dialekt němčiny je nazýván Züridütsch (curyšská němčina). Většina obyvatel hovořila k roku 2000 německy (86,3 %), druhou nejčastější řečí byla angličtina (2,8 %) a třetí italština (2,7 %).

## Doprava
Erlenbachem prochází železniční trať Curych–Rapperswil, která byla otevřena 14. března 1894 a elektrifikována v květnu 1926. Erlenbach obsluhují linky S6 a S16 curyšského systému vlakových linek S-Bahn.
Kromě toho do Erlenbachu jezdí lodě společnosti Zürichsee-Schiffahrtsgesellschaft, spojující sídla na Curyšském jezeře.

## Partnerské obce
- Erlenbach am Main, Německo
- Erlenbach im Simmental, Švýcarsko
- Safiental, Švýcarsko